# 9305 Hazard
9305 Hazard (1986 TR1) là một tiểu hành tinh vành đai chính được phát hiện ngày 7 tháng 10 năm 1986 bởi E. Bowell ở Anderson Mesa of the Lowell Observatory.